# Борбухи
Борбу́хи —  село в Ярмолинецькій селищній громаді Хмельницького району Хмельницької області. Населення становить 113 осіб.

## Символіка

### Герб
В срібному щиті із лазуровою хвилястою базою, двічі перетятому срібною хвилястою нитяною балкою, червоне залізничне колесо, супроводжуване в главі і по сторонах трьома чорними кругами. Щит вписаний в золотий декоративний картуш і увінчаний золотою сільською короною. Унизу картуша напис "БОРБУХИ".

### Прапор
Квадратне полотнище розділене хвилясто горизонтально у співвідношенні 90:8:3:8:3:8 перемінно на білі і сині смуги. На верхній смузі червоне залізничне колесо, по сторонам і зверху від якого три чорні круги. 

### Пояснення символіки
Чорні круги означають видобування руди, колесо - вузькоколійку, що існувала в селі.
На прапорі повторюються кольори і фігури герба.